# Hryhorij Rewenko
Hryhorij Iwanowycz Rewenko (ukr. Григорій Іванович Ревенко, ros. Григорий Иванович Ревенко, ur. 29 kwietnia 1936 we wsi Studennaja w obwodzie winnickim) – radziecki polityk narodowości ukraińskiej.

## Życiorys
W 1958 ukończył Lwowski Instytut Politechniczny, od 1961 był funkcjonariuszem Komsomołu, od 1962 należał do KPZR. W latach 1968–1972 sekretarz KC Komsomołu Ukrainy, 1972-1975 inspektor KC KPU, od 1975 sekretarz, a 1978–1984 II sekretarz Komitetu Obwodowego KPU w Kijowie. W 1981 ukończył Akademię Nauk Społecznych przy KC KPZR, 1984–1985 inspektor KC KPZR, 1985 zastępca kierownika Wydziału Pracy Organizacyjno-Partyjnej KC KPZR, od 4 listopada 1985 do 2 kwietnia 1990 I sekretarz Komitetu Obwodowego KPU w Kijowie. W latach 1986–1990 członek KC KPZR, 1989–1990 zastępca członka Biura Politycznego KC KPU, 1990–1991 członek Rady Prezydenckiej ZSRR, w 1991 doradca prezydenta ZSRR Michaiła Gorbaczowa i kierownik Aparatu Prezydenta ZSRR. Deputowany do Rady Najwyższej ZSRR 11. kadencji, deputowany ludowy ZSRR.

## Odznaczenia
- Order Lenina
- Order Rewolucji Październikowej
- Order Czerwonego Sztandaru Pracy
- Order „Znak Honoru” (dwukrotnie)

I medale.